# Life for Ruth
Life for Ruth (br Escravo de Uma Obsessão) é um filme britânico de 1962, em preto e branco, do gênero drama, dirigido por Basil Dearden, roteirizado por Janet Green e John McCormick, baseado na peça de Janet Green, música de William Alwyn.

## Sinopse
Médico, processa o pai de uma menina, morta após um acidente naval, por este ter-lhe negado a autorização de uma transfusão de sangue por motivos religiosos.

## Elenco
- Michael Craig ....... John Harris
- Patrick McGoohan ....... Doutor Brown
- Janet Munro ....... Pat Harris
- Paul Rogers ....... Hart Jacobs
- Malcolm Keen ....... Mr. Harris
- Megs Jenkins ....... Senhora Gordon
- Michael Bryant ....... Defensor de John
- Leslie Sands ....... Clyde
- Norman Wooland ....... Defensor da corte
- John Barrie ....... Mr. Gordon
- Walter Hudd ....... Judge
- Michael Aldridge ....... Harvard
- Basil Dignam ....... Mapleton
- Maureen Pryor ....... Mãe de Teddy
- Kenneth J. Warren ....... Sargento Finley

## Literatura
- EWALD FILHO, Rubens – Dicionário de Cineastas – 2a.Edição – 1985 – LPM
- HALLIWELL, Leslie – Halliwell’s Film Guide – 1981 – 3rd.Edition – Granada
- MALTIN, Leonard –  Leonard Maltin’s Movie Guide 2010 – Penguin
- QUINLAN, David – Illustracted Directory of Film Stars – 1986 – B.T. Batsford Ltd.